# Steve Coast
Steve Coast, de son nom de naissance Stephen Coast, est né le 20 décembre 1980. C'est un ingénieur britannique, fondateur du projet collaboratif de cartographie OpenStreetMap et cofondateur de l'entreprise CloudMade (en). Il a travaillé sur les cartes Bing Maps de Microsoft. Il travaille depuis 2013 pour Telenav (en).

## Biographie
Il est d'abord stagiaire chez Wolfram Research puis étudie l'informatique à l'University College de Londres (UCL). Avec Nick Black, il fonde ZXV Limited, une société de conseil en informatique, qui deviendra plus tard, après l'investissement de Sunstone Capital, CloudMade, une entreprise qui définit son but comme étant de « continuer la démocratisation des données géographiques et d'étendre l'accès aux données géographiques ouvertes à travers une série d'outils et d'interfaces de programmation puissants ».
Il démissionne de CloudMade en octobre 2010, tout en gardant des actions dans la société, avant d'être embauché chez Microsoft en tant qu'architecte principal de Bing Mobile.
En septembre 2013, il annonce son départ de Microsoft pour rejoindre Telenav (en).